# Zoo

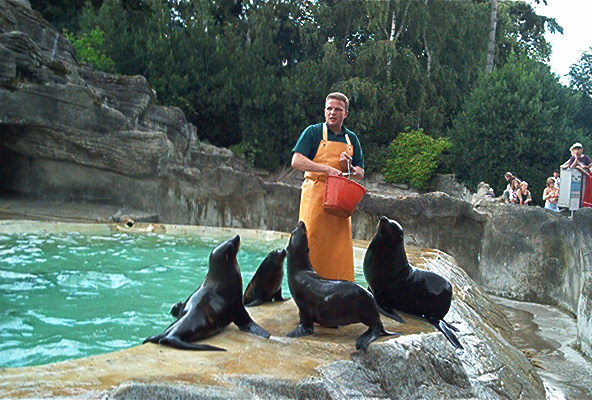
Fütterung der Robben im Tierpark Hagenbeck

Ein zoologischer Garten (altgriechisch ζῷον zōon [dzɔ̂ːon], deutsch ‚Lebewesen, Tier‘), kurz Zoo, auch Tiergarten oder Tierpark, ist eine große, meist parkartige Anlage zur Haltung und öffentlichen Zurschaustellung verschiedener Tierarten. Auf Grundlage der geschichtlichen Entwicklung gelten vor allem wissenschaftlich geleitete Parks als Zoo. In der breiten Öffentlichkeit werden aber auch andere Tierhaltungen wie größere Wildgehege und Volierensammlungen als Zoo verstanden. Zoos dienen der Bildung, Forschung, Erholung sowie dem Natur- und Artenschutz, zum Beispiel durch Nachzucht seltener Tiere und deren Auswilderung, sind aber von einer Tierschutz- oder Tierrechtsposition aus umstritten.
Im europäischen Recht ist der Begriff Zoo legaldefiniert in Art. 2 der Richtlinie 1999/22/EG des Rates vom 29. März 1999 über die Haltung von Wildtieren in Zoos, in Deutschland in § 42 Bundesnaturschutzgesetz als „dauerhafte Einrichtung, in der lebende Tiere wild lebender Arten zwecks Zurschaustellung während eines Zeitraumes von mindestens sieben Tagen im Jahr gehalten werden“, ausgenommen sind unter anderem Zirkusse und Tierhandlungen, übernommen.

## Geschichte

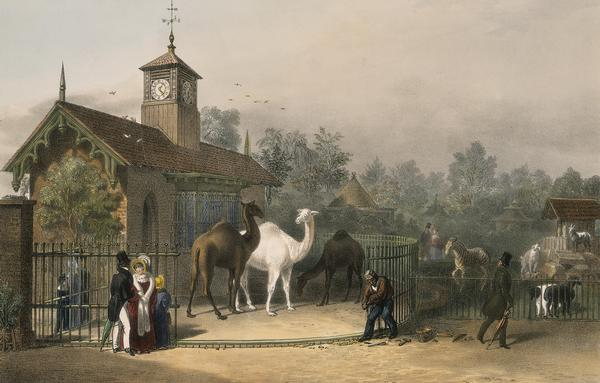
Blick auf den Zoologischen Garten London, Gemälde von 1835

Die frühesten archäologischen Nachweise für zooähnliche Tierhaltungen wurden in Ägypten gefunden: Etwa 3500 v. Chr. wurden in Hierakonpolis unter anderem Wildkatzen, Nilpferde, Elefanten, Paviane und heute ausgestorbene Tiere wie die Nordafrikanische Kuhantilope und ein Auerochse gehalten. Die Art wie die teils vorhandenen Knochenbrüche verheilt waren, zeigt, dass die Tiere zu Lebzeiten verarztet wurden. Man glaubt, dass es sich um eine Menagerie eines Herrschers handelt und dass die Tiere wahrscheinlich bei seinem Tod geopfert wurden.
Weitere überlieferte Anlagen stammen aus China, wo um 2000 v. Chr. am Hof eines Kaisers der Xia-Dynastie Tiere gehalten wurden. Einen weiteren Park ließ Wu-Wang, der Ahnherr der Zhou-Dynastie, um 1150 v. Chr. anlegen. Die auch Park der Intelligenz genannte Anlage bestand noch um die Mitte des 4. Jahrhunderts v. Chr. und beherbergte Säugetiere, Vögel, Schildkröten und Fische. Im Alten Orient wurden exotische Tiere schon früh unter Herrschern ausgetauscht oder dienten als Tribut. So waren unter dem Tribut von Sidon und Arwad an den mittelassyrischen Herrscher Tiglat-pileser I. eine Äffin und ein Krokodil, Aššur-bēl-kala erhielt eine Äffin und einen „Flußmann“ (amīl nāri, vielleicht ein Ichneumon oder eine Robbe) als Geschenk des ägyptischen Pharaos. Wildrinder (burḫis und tešēnu) und Kamele handelte er aus den Bergen des Ostens ein.

Bekannt wurde auch die den späteren europäischen Menagerien ähnliche Anlage des Aztekenherrschers Moctezuma II. (1465–1520), von der Meyers Konversations-Lexikon schreibt: 

„Die Spanier wurden bei der Eroberung von Mexiko durch den Anblick der kaiserlichen Menagerie, einer langen Reihe von Wasserbehältern, Vogelhäusern und Käfigen mit wilden Tieren, überrascht. Besonders ausgezeichnet waren die Schmuckvögel aus allen Teilen des Aztekenreichs, doch fehlte es auch nicht an Schlangen. Den Raubvögeln dienten 500 Truthähne täglich zur Nahrung. 300 Menschen waren mit der Pflege der Wasservögel, welche auf zehn Teichen gehalten wurden, ebensoviel mit der der Raubtiere beschäftigt.“

Löwe im Zoologischen Garten Berlin, der das Vorbild für die Löwenstatuen des Kaiser-Wilhelm-Nationaldenkmals war, um 1899.

In Europa hielten sich Klöster einen kleinen Tierbestand, wie das Kloster St. Gallen im 10. Jahrhundert. In den dortigen Zwingern war allerlei Wild und Geflügel, wie solches teils in den nahen Alpen hauste oder als Geschenk fremder Gäste dem Kloster verehrt worden war, untergebracht.
Darüber hinaus sind im Mittelalter und in der Neuzeit unzählige Tiergehege zu Jagdzwecken unterhalten worden, z. B. der Hirschgraben zu Frankfurt am Main oder der Lainzer Tiergarten in Wien. Neben der Jagd war das Zurschaustellen der wichtigste Zweig bei der Gründung von Menagerien. Menagerien waren zumeist an den Hof eines Adeligen gebunden. Die wohl bedeutendste war die königliche Menagerie im Tower of London, die 1235 unter Heinrich III. von England (1207–1272) ihren Anfang nahm. Im 16. Jahrhundert begann auch die italienische Aristokratie, in den Gärten ihrer Residenzen am Rande der Städte „exotische“ Tiere zu halten. Zu einer regelrechten Blüte kamen die Menagerien, nachdem Ludwig XIV. (1638–1715) den Jagdpavillon im Schlosspark von Versailles 1662 zu einem Komplex aus Gehegen für „exotische“ Tiere hatte ausbauen lassen. Viele absolutistische Herrscher nutzten die Zurschaustellung von exotischen Tieren, Pflanzen und anderen naturalen und geologischen Gegenständen, um ihren Reichtum und ihre Exklusivität hervorzuheben. Die höfischen Menagerien entwickelten sich im Zuge der Frühen Neuzeit zum Statussymbol.
Ausgehend von den Menagerien und verbunden mit wissenschaftlichem Forschungsdrang entwickelte sich im ausgehenden 18. Jahrhundert der Anspruch, lebende Tiere genauer erforschen und beobachten zu können. Da die Haltungsbedingungen in den höfischen Menagerien zum Teil den Lebensgewohnheiten der meist wild gefangenen Tiere widersprachen und diese dahinvegetierten, waren sie für wissenschaftliche Forschungen ungeeignet. Hinzu kam, dass der Zutritt zu diesen Menagerien reglementiert war und sich die Forderung erhob, die Menagerien auch für die Allgemeinheit zu öffnen. Die sich um 1800 nach der sukzessiven Auflösung der fürstlichen Privatmenagerien bildenden wandernden Tiersammlungen verfolgten als kommerzielle Unternehmen zunächst ähnliche Ziele wie die ersten öffentlichen Menagerien, verschrieben sich indes im Verlauf des 19. Jahrhunderts im Gegensatz zu den Intentionen der Zoos der Schaulust des Publikums.

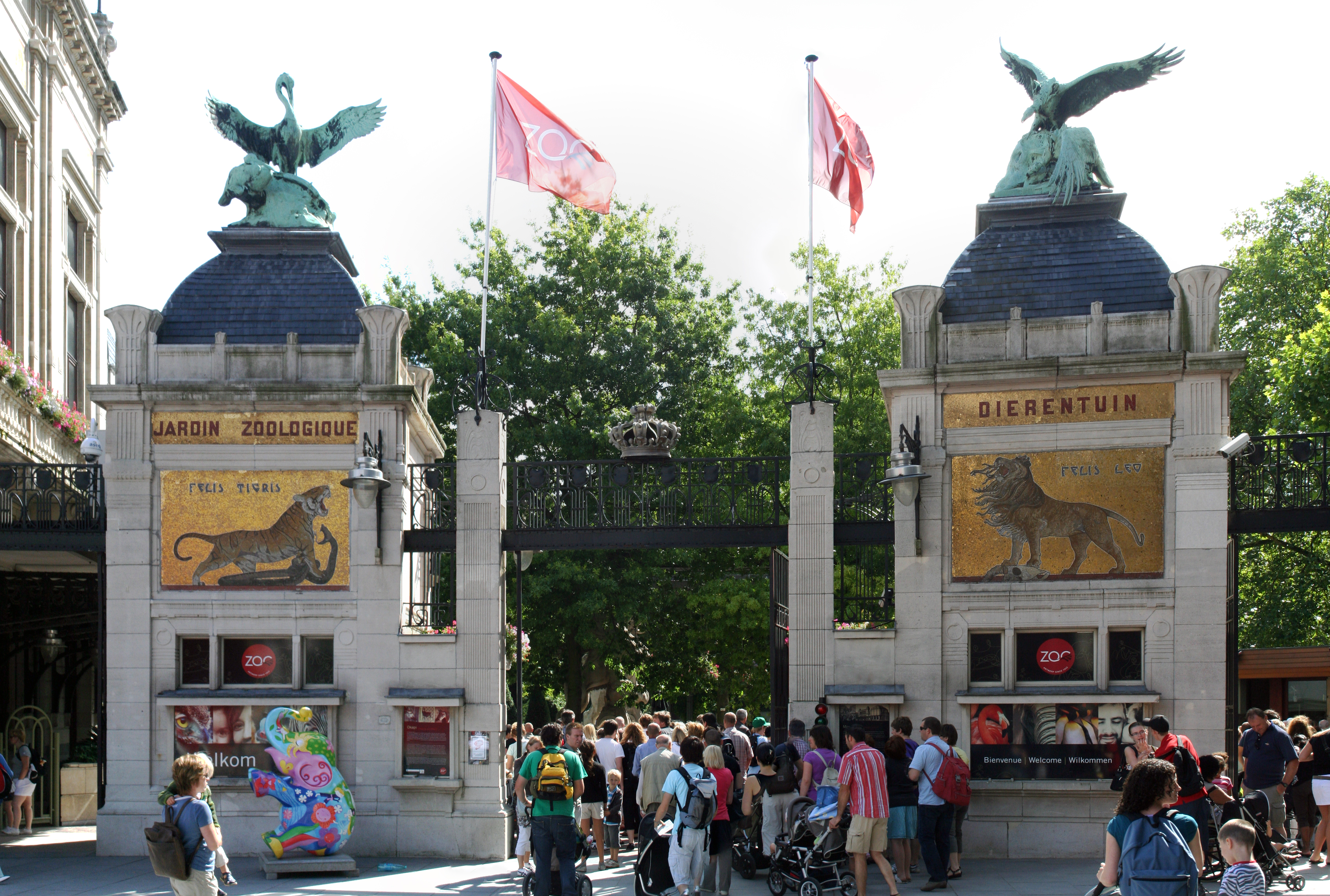
Eingangstor Zoo Antwerpen, gegründet 1843

Der älteste noch bestehende Zoo der Welt ist der 1752 durch Franz I. Stephan begründete Tiergarten Schönbrunn in Wien. Er war zunächst eine höfische Menagerie mit privatem Charakter und öffnete erst 1778 seine Tore für die breite Öffentlichkeit. Der Tiergarten Schönbrunn ist zugleich der einzige Zoo, in dem in noch erhaltenen, inzwischen der modernen Zootierhaltung angepassten barocken Menageriegebäuden Tiere gepflegt werden. Seinem Selbstverständnis und der aktuellen internationalen Selbstdefinition der Tiergärten zufolge ist er heute ein wissenschaftlich geführter zoologischer Garten, der seine Hauptaufgabe im Arten- und Naturschutz sowie im gesetzlich vorgegebenen Bildungsauftrag sieht. Die erhaltenen Teile des barocken Ensembles, die seit einigen Jahren mit Elementen der modernen Zooarchitektur ergänzt werden, vermitteln trotzdem immer noch einen guten Eindruck von den Menageriebauten des 18. Jahrhunderts nach dem Vorbild von Versailles.
Als ältester von Beginn an wissenschaftlich geführter Zoo gilt die Ménagerie du Jardin des Plantes in Paris, die 1793 nach der endgültigen Auflösung der Versailler Menagerie entstand. Sie stand von Anfang an jedermann offen und bot namhaften Naturwissenschaftlern jener Zeit – unter ihnen Georges Cuvier, Étienne Geoffroy Saint-Hilaire, Bernard Germain Lacépède und Jean-Baptiste de Lamarck – die Möglichkeit, „exotische“ Tiere zu erforschen.
Die Bezeichnung „zoologischer Garten“ fand erstmals beim Londoner Zoo Verwendung.
Am 30. Mai 1841, einem Pfingstsonntag, eröffnete der Gastwirt Schardel Heinrich Berg gleich hinter seinem Lokal „Zum letzter Heller“ den ersten deutschen „Thiergarten“. Er hatte das Lokal, das im heutigen Hamburger Stadtteil Horn lag, einige Wochen vorher käuflich erworben. Dieser Tierpark umfasste ca. 60 Tierarten, die in einem „Führer durch den Zoologischen oder Thiergarten“ (im Bestand des Museums für Hamburgische Geschichte) beschrieben werden. 1843 wird dieser Tiergarten auch im Hamburger Adressbuch ausführlich vorgestellt. Aber bereits 1845 musste der Tierpark wegen mangelnder Besucherzahlen wieder schließen, da die Hamburger wegen des großen Hamburger Brandes von 1842 mit anderen Dingen als Zoobesuchen beschäftigt waren.
Am 1. August 1844 eröffnete der älteste fortbestehende Zoo in Deutschland, der Zoologische Garten in Berlin, seine Pforten. Seit den 1860er Jahren folgte eine Welle bürgerlicher Zoogründungen in fast allen großen Städten.
Die 1896 von Carl Hagenbeck erfundene gitterlose Tierhaltung wurde in Hagenbecks Tierpark in Hamburg erstmals umgesetzt. Darin versuchte er, nach Möglichkeiten auf Gitter zu verzichten und die Gestaltung der Umgebung der Tiere an ihre Lebensräume anzulehnen. Sie hat sich als Paradigma in der Zoogestaltung im Verlauf des 20. Jahrhunderts etabliert.

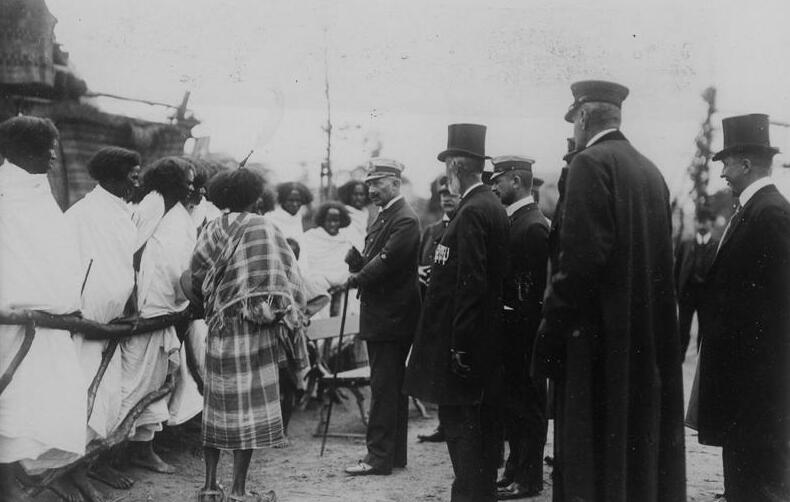
Kaiser Wilhelm II. besichtigt 1909 eine Gruppe Äthiopier bei einer Völkerschau im Tierpark Hagenbeck

Vom ausgehenden 19. bis in die erste Hälfte des 20. Jahrhunderts war es üblich, im Rahmen sogenannter Völkerschauen als „exotisch“ empfundene Menschen zur Schau zu stellen. Dies fand häufig in Zoos statt, da man die Menschen hier in einer Umgebung mit ihnen vertrauter Tierwelt platzieren konnte, um eine vermeintliche „Authentizität“ zu erzeugen. So sollte auch der Herrschaftsanspruch der Kolonialstaaten untermauert werden, die dazu berufen seien, das „Wilde“ zu zähmen. Etwa 300 verschiedene nichteuropäische Menschengruppen wurden in „anthropologisch-zoologischen Ausstellungen“ unter starker, Unterhaltungszwecken geschuldeter Verfremdung ihrer Gebräuche im Sinne von Klischeevorstellungen und völkischem Chauvinismus ausgestellt. 1875 öffnete Carl Hagenbeck eine der ersten Völkerschauen. Weitere kommerziell erfolgreiche Aussteller folgten. Nach dem Zweiten Weltkrieg gab es vereinzelt Veranstaltungen in Zoos, die mit den heute als rassistisch bewerteten Völkerschauen in Verbindung gebracht wurden. Das „African Village“, eine Idee des Augsburger Zoos im Jahre 2005, wurde in diesem Zusammenhang kontrovers diskutiert.
Eine weitere Zoogründungswelle gab es im Europa der 1930er Jahre. Mit wachsender Mobilität der Bevölkerung entstanden seit den 1960er Jahren auf dem Land viele kleinere Anlagen. Im 21. Jahrhundert wurden nur noch wenige Zoos neu gegründet, wie z. B. der Gaiazoo in den Niederlanden im Jahr 2005.

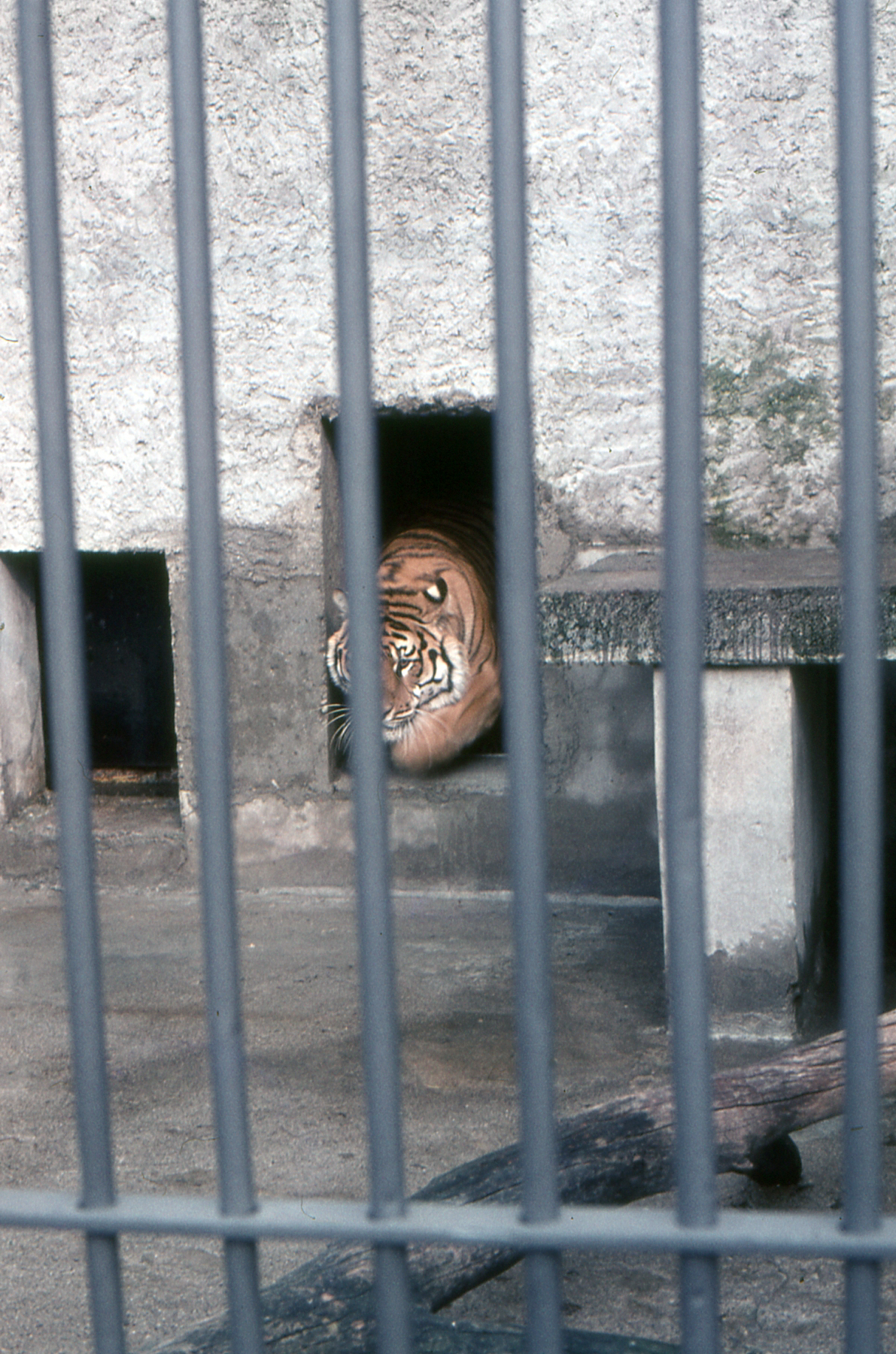
Wenig tiergerechte Käfige waren in der 2. Hälfte des 20. Jahrhunderts noch weit verbreitet. Im Bild: Tiger im Walter Zoo, 1974

Im Laufe der Zeit veränderte sich die Haltung von Zootieren grundlegend. Durch ein zunehmend besseres Verständnis von Tierwohl und Naturschutz wurde das Fangen und der Transport von Wildtieren sowie der Handel zunehmend eingeschränkt. Die Richtlinien zur Haltung von Tieren, für die in Deutschland das Landwirtschaftsministerium zuständig ist, wurden mehrfach überarbeitet, wie z. B. das Säugetiergutachten in den Jahren 1996 und 2014.
Mit einem besseren Verständnis für Tierschutz in der Bevölkerung und dem gesteigerten Wissen in Bezug auf Empfindungen und kognitive Fähigkeiten von Tieren, werden Zoos auch zunehmend kritisch hinterfragt.

## Hauptaufgaben

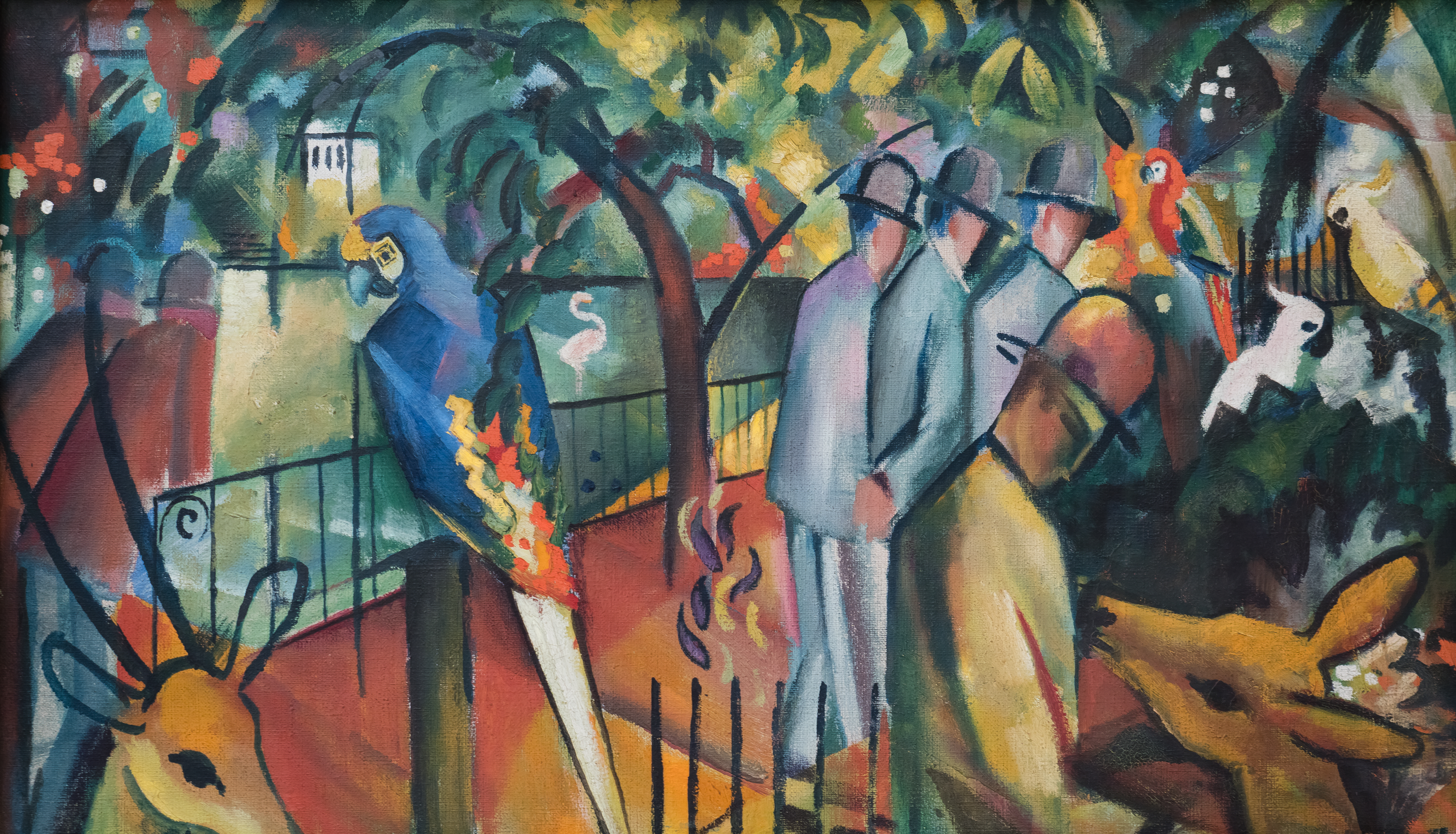
Zoologischer Garten I. Gemälde von August Macke

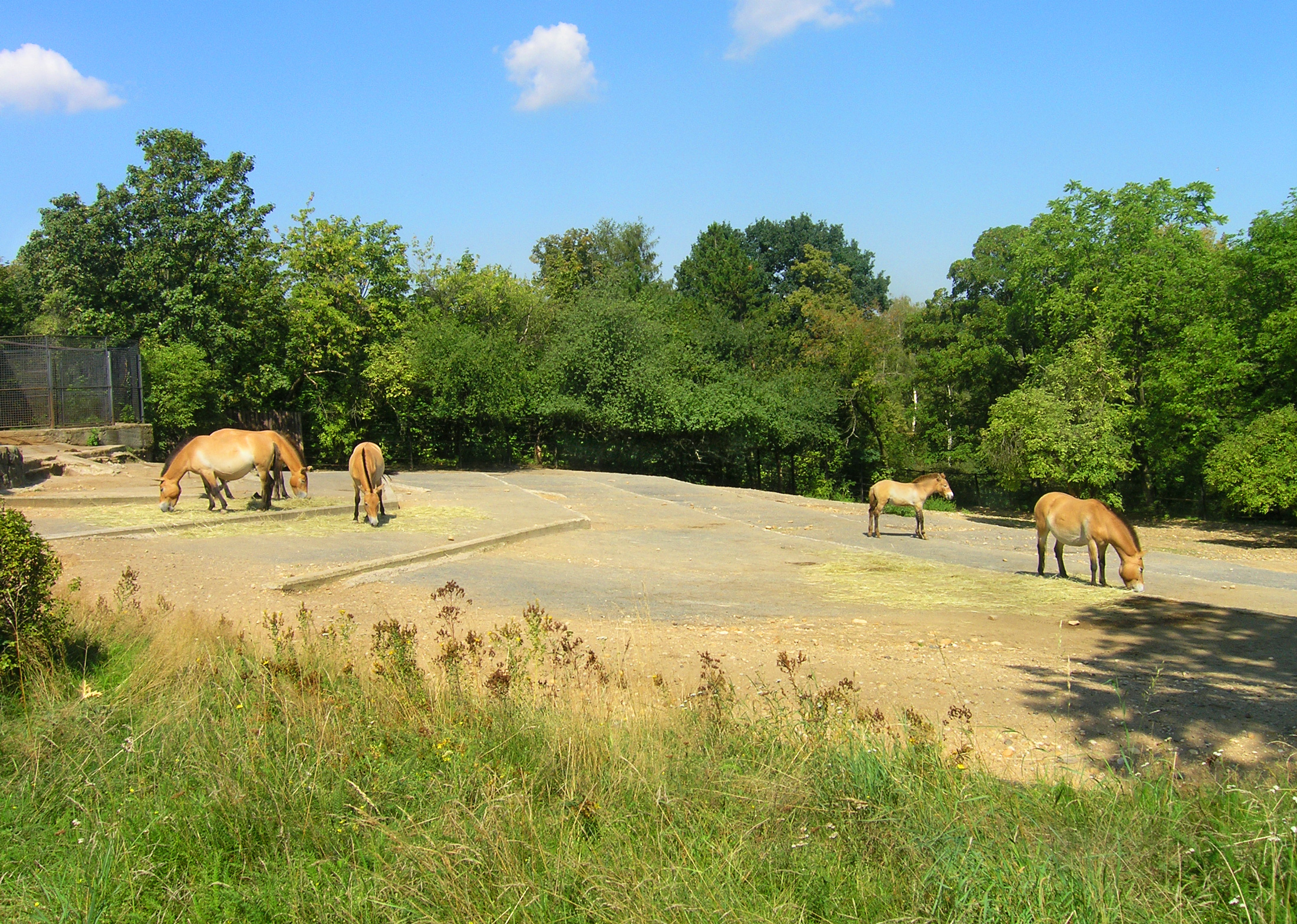
Przewalskipferde im Zoo Prag

Die Schwerpunktaufgaben eines Zoos haben sich im Laufe der Geschichte von der einfachen Ausstellung „exotischer“ Tiere hin zur Erforschung von Tierarten sowie der Erhaltungszucht verschoben. Der Begründer der Tiergartenbiologie, Heini Hediger, definierte schon vor fast 60 Jahren die Hauptaufgaben der Zoos als
- Bildung,
- Erholung,
- Forschung und
- Natur- und Artenschutz.

### Artenschutz durch Zoos

#### Erhaltungszucht
Ein Großteil des Artenschutzes durch zoologische Einrichtungen sind die sogenannten ex-situ Projekte, vornehmlich in Form von Erhaltungszucht. Der Europäische Zoo- und Aquarienverband (EAZA) hält und züchtet im Rahmen des Europäischen Erhaltungszuchtprogramms (EEP) über 400 Tierarten. Ein vergleichbares Projekt ist der Species Survival Plan® des amerikanischen Zooverbands. Eine internationale bzw. interkontinentale Dachfunktion verschiedener Erhaltungszuchtprogramme führt die World Association of Zoos and Aquariums WAZA aus, der 22 regionale oder nationale Zoo- und Aquarienverbände sowie 213 individuelle Zoos und Aquarien in 46 Ländern als institutionelle Mitglieder angehören.
Die Erhaltungszuchtprogramme sind teils direkt mit Projekten in den Herkunftsländern der Tiere verbunden. So finanzieren die Zoos, die am EEP für Okapis teilnehmen, das Epulu Conservation and Research Center im Okapi-Wildtierreservat in der Demokratischen Republik Kongo.
Durch Erhaltungszucht wurden ca. 50 Tierarten, sowie einige Unterarten, vor dem sicheren Aussterben bewahrt. Dazu zählen Wisente, Przewalskipferde, Mhorrgazellen, Kalifornienkondore, Davidshirsche (Milus), Oryxantilopen und Spixaras. Die Roten Liste der gefährdeten Arten listet im Jahr 2022 40 Tierarten in der Kategorie „In der Wildnis ausgestorben“ (extinct in the wild). Sie existieren somit nur noch in Zoos oder vergleichbaren Einrichtungen.

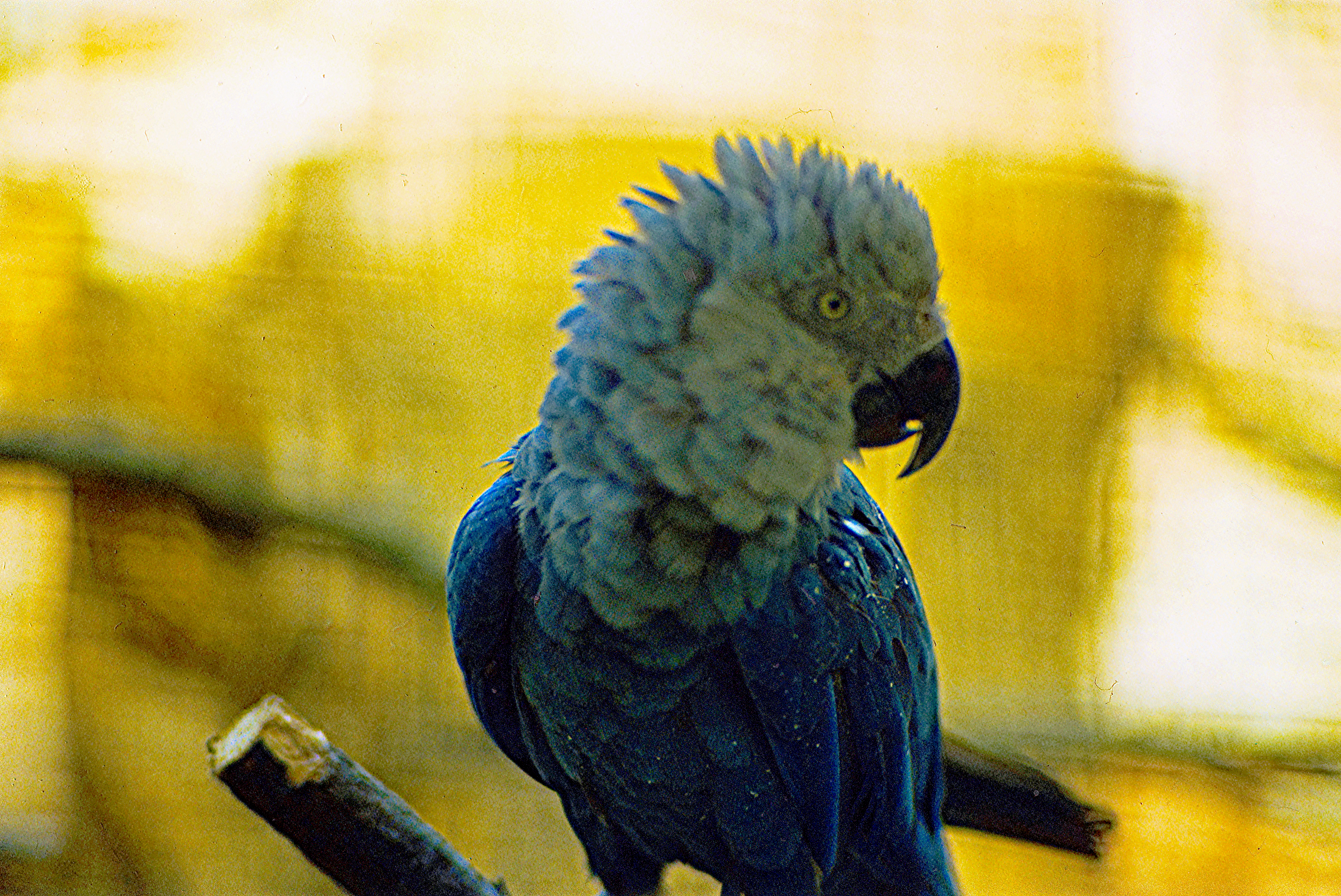
Spixara, Weltvogelpark Walsrode

#### Kooperation mit Nichtregierungsorganisationen
Neben den individuellen Kooperationen einzelner Zoos, arbeitet der Verband der Zoologischen Gärten (VdZ) e. V. mit verschiedenen Organisationen, wie der Stiftung Artenschutz, der Zoologischen Gesellschaft für Arten- und Populationsschutz ZGAP, der Weltnaturschutzunion (IUCN), dem WWF, dem NABU oder der Deutschen Wildtier Stiftung zusammen.

#### Lokale Projekte
Viele Zoos arbeiten selbstständig mit lokalen Projekten zusammen. So unterstützt der Kölner Zoo ein Elefantenschutzprogramm mit Waisenhaus und Krankenstation in Udawalawe, Sri Lanka, mit finanziellen und technischen Mitteln. Die Mitglieder des VdZ investierten 2021 nach eigenen Angaben rund 10 Millionen Euro für Artenschutzprojekte vor Ort. Zusätzlich würde mit Personal, Expertenwissen und Sachspenden unterstützt.

#### Auswilderung
Die Haltung und Zucht bedrohter Tiere ist meist mit dem Ziel der Auswilderung verbunden. Oft ist das dadurch erschwert, dass die Lebensräume zu stark zerstört sind. Schwerpunkt von Auswilderungsprojekten deutscher Zoos war bisher Europa. Nach eigenen Angaben wilderten VdZ-Zoos im Jahr 2016 350 Tiere aus 28 Arten aus, 2018 und 2019 insgesamt 3072 Individuen und 2021, während der COVID-19-Pandemie, 417 Tiere aus 17 Arten.

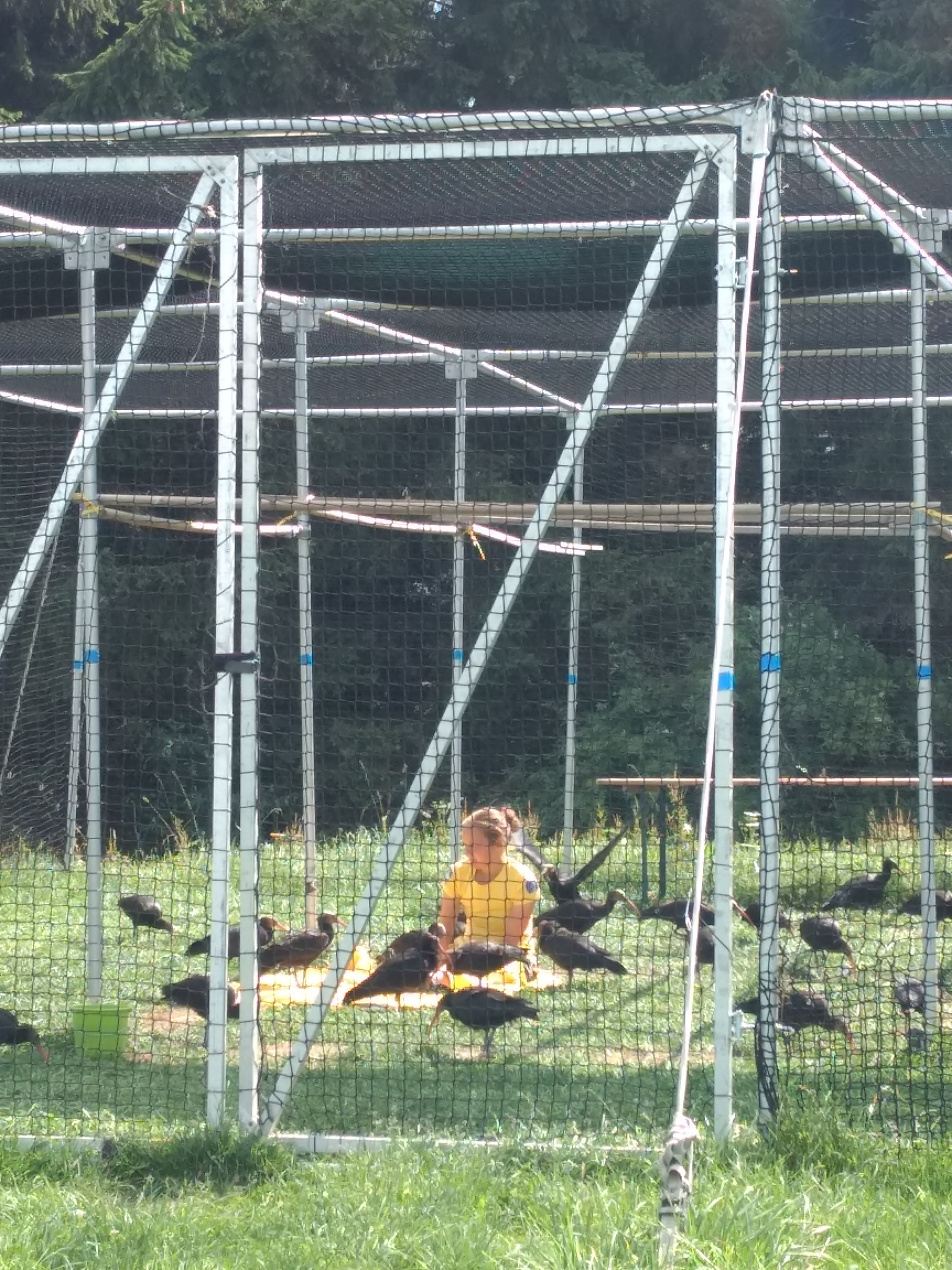
Junge Waldrappe in Heiligenberg am Bodensee, in Vorbereitung auf ihre Auswilderung

In Europa ausgewildert wurden und werden unter anderem: Waldrappe im Rahmen eines aufwendigen Projektes zur Auswilderung von Zugvögeln, Wisente in Deutschland, Polen und im Kaukasus, Alpensteinböcke in Österreich, Europäische Ziesel in Tschechien, Luchse im Harz, Sumpfschildkröten in mehreren Projekten Deutschlandweit, sowie Gänsegeier in Bulgarien und Bartgeier in den Alpen. Geplant sind unter anderem Projekte für Haie und Rochen in der Nordsee und Luchse im Schwarzwald.
Außerhalb von Europa wurden aus VdZ-Zoos unter anderem Spitzmaulnashörner in Südafrika und Ruanda, Spixaras und Lear-Aras in Brasilien, Balistare in Indonesien, sowie Riesenotter und Jaguare in Argentinien, ausgewildert.

#### Effekt
Zoos sehen sich selbst in einer Schlüsselrolle für den Artenschutz. Eine Studie, die 2020 in einem Journal der Society for Conservation Biology erschien, kam zu dem Ergebnis, dass von 1993 bis 2020 zwischen 28 und 48 Säugetier- und Vogelarten durch Zoos vom Aussterben bewahrt werden konnten.
Die Species Survival Commission (SSC) der Internationale Naturschutzunion (IUCN), die auch die Rote Liste gefährdeter Arten aufstellt, veröffentlichte im Oktober 2023 ein Positionspapier zur Rolle von Zoos, Aquarien und botanischen Gärten für den Arterhalt. Demnach können sie eine wichtige Rolle spielen und tun das auch. Gleichzeitig wird an die besprochenen Einrichtungen appelliert, ihr Potenzial für den Artenschutz auszuschöpfen. Die Mitglieder der IUCN, auch Regierungsbehörden, werden zur Zusammenarbeit mit Zoos, Aquarien und botanischen Gärten ermutigt.

### Forschung in Zoos
Tiere in Zoos waren immer wieder Gegenstand wissenschaftlicher Untersuchungen. Der Verband der Zoologischen Gärten (VdZ) und der Europäische Zoo- und Aquarienverband (EAZA) betreiben seit 2022 die „Zoo Science Library“, eine öffentlich zugängliche Auflistung von Veröffentlichungen aus internationalen, peer-reviewed Fachzeitschriften auf, die unter Beteiligung Zoologischer Gärten und Aquarien entstanden sind.
Viele Zoos arbeiten auch langfristig mit wissenschaftlichen Instituten zusammen. So beherbergt der Zoo Leipzig das Wolfgang-Köhler-Primaten-Forschungszentrum des Max-Planck-Institut für evolutionäre Anthropologie.

### Studien zum Bildungsbeitrag
Eine von der amerikanischen Association of Zoos and Aquariums (AZA) im Jahr 2007 veröffentlichte Studie, die nahelegt, dass Zoos erhöhte Aufmerksamkeit und Verhaltensänderungen in der Öffentlichkeit bezüglich Arten- und Umweltschutz bewirken, wurde 2010 im Journal Society & Animals auf ihre Stichhaltigkeit geprüft. Die Autoren kamen zu dem Ergebnis, dass die AZA-Studie aufgrund methodischer Mängel nur sehr geringe Aussagekraft besitze und dass es bis zum Jahr 2010 keine Hinweise gebe, dass Zoos und Aquarien das Verhalten und die Einstellungen von Besuchern hinsichtlich Naturschutz positiv beeinflussen. Eine Studie, die 2014 in einem Journal der Society for Conservation Biology veröffentlicht wurde, kam zu dem Ergebnis, dass es bei 41 Prozent der geführten und bei 34 Prozent der ungeführten Besuche in Zoos zu naturschutzbiologischem Lernen bei Kindern kam. Laut einer Studie, die 2017 im Journal der Ecological Society of America erschien, führten Zoobesuche bei den Befragten zu einem besseren Gesamtverständnis der Biodiversität und von Maßnahmen zu ihrem Schutz. Eine Studie aus dem Jahr 2020, welche in der Fachzeitschrift Nature Communications  veröffentlicht wurde, zeigt einen starken Zusammenhang zwischen den Besucherzahlen von Zoos und der Anzahl an geförderten Artenschutzprojekten. 2021 fand eine im Journal of Zoological and Botanical Gardens publizierte Studie positive Auswirkungen der Zoobesuche auf die Naturverbundenheit und die Einstellung zum Artenschutz.

## Zoos aus museologischer Sicht
Zoos mit ihren Spezialformen, Ozeanarien, Wildparks, Terrarien und Aquarien sind nicht nur aus Sicht des International Council of Museums, sondern auch aus Sicht der Museologie museumsähnliche Einrichtungen. Das bedeutet mehr Gemeinsamkeiten als Unterschiede zwischen den Institutionen. Beispiele für Zoos, die auch umfangreichere Ausstellungselemente beinhalten, sind etwa die Artis in Amsterdam – einer der ältesten Zoos weltweit und von Beginn an zugleich Naturkundemuseum –, der Aquazoo Düsseldorf oder die Masoala-Halle des Zoos Zürich.
Im Unterschied zu Biologie, Tiergartenbiologie und Tierpsychologie beschäftigt sich die Museologie als Gesellschaftswissenschaft mit der Tier-Mensch-Beziehung, wie sie in Zoos der verschiedenen Formen und Entwicklungsarten zum Ausdruck kommt. Dabei ist sie sich einig mit dem Begründer der Tiergartenbiologie, dem Schweizer Heini Hediger, der 1942 die Tier-Mensch-Beziehung, die Nahrung und den Raum als die tiergartenbiologischen Problemkreise von Zooinsassen definierte. Durch die Lebendigkeit des Kulturguts des Zoos interagiert es zwischen Ausstellern und Besuchern: „Der Zoo ist eine Ausstellung an der Schnittstelle zwischen Natur und Kultur, Mensch und Tier, Zivilisation und Wildnis und zugleich ein architektonischer Raum, um diese Schnittstelle zu inszenieren.“

## Gestaltung
Die Zooarchitektur hat sich immer wieder verändert und dem wachsenden Verständnis für die Bedürfnisse der gehaltenen Tiere angepasst. Bauten in Zoos wurden abhängig von ihrer Zeit völlig unterschiedlich konzipiert und gestaltet.
Basierend auf der Architektur der höfischen Menagerien waren in den Zoos des 19. und frühen 20. Jahrhunderts die Tiere zum Teil Dekorationsobjekt für ungewöhnliche Bauten wie das Antilopenhaus im Zoologischen Garten Berlin. Viele dieser architektonisch interessanten Bauten aus früher Zoogeschichte sind für heutige Zoos ein Problem, insbesondere wenn sie unter Denkmalschutz stehen und nur geringfügig geändert werden können. Der Widerstreit zwischen Denkmalschutz und Tierschutz schränkt die tiergärtnerischen Nutzungsmöglichkeiten erheblich ein. Ein Beispiel dafür ist der Tiergarten Schönbrunn, der zum Weltkulturerbe gehört und der sich in seinen engen geografischen Grenzen der modernen Zootierhaltung anpassen musste, ohne die äußere Architektur zu verändern.
Auch im Tierpark Berlin, dessen 1963 eröffnetes Raubtierhaus unter Denkmalschutz steht und das seinerzeit das größte Raubtierhaus der Welt war, gab es nur geringe Möglichkeiten zum Ausbau der zum Haus gehörenden Außenanlagen: Die alten Käfigreihen an den Flügeln des Hauses durften zwar vergrößert werden, die exakte Anzahl und Ausrichtung musste aber erhalten bleiben, um den architektonischen Charakter des Hauses zu wahren.

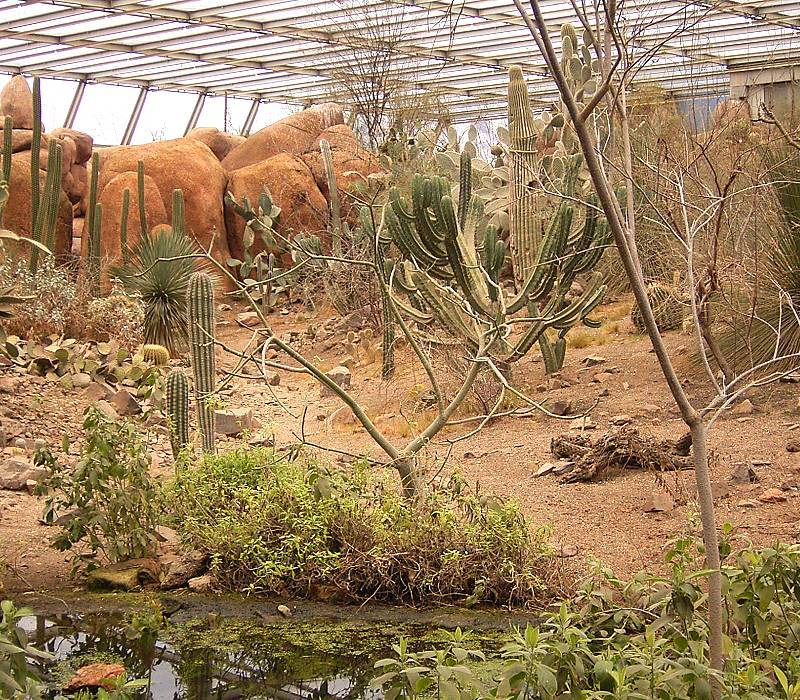
Wüstenlandschaft im Burgers’ Zoo, Arnhem
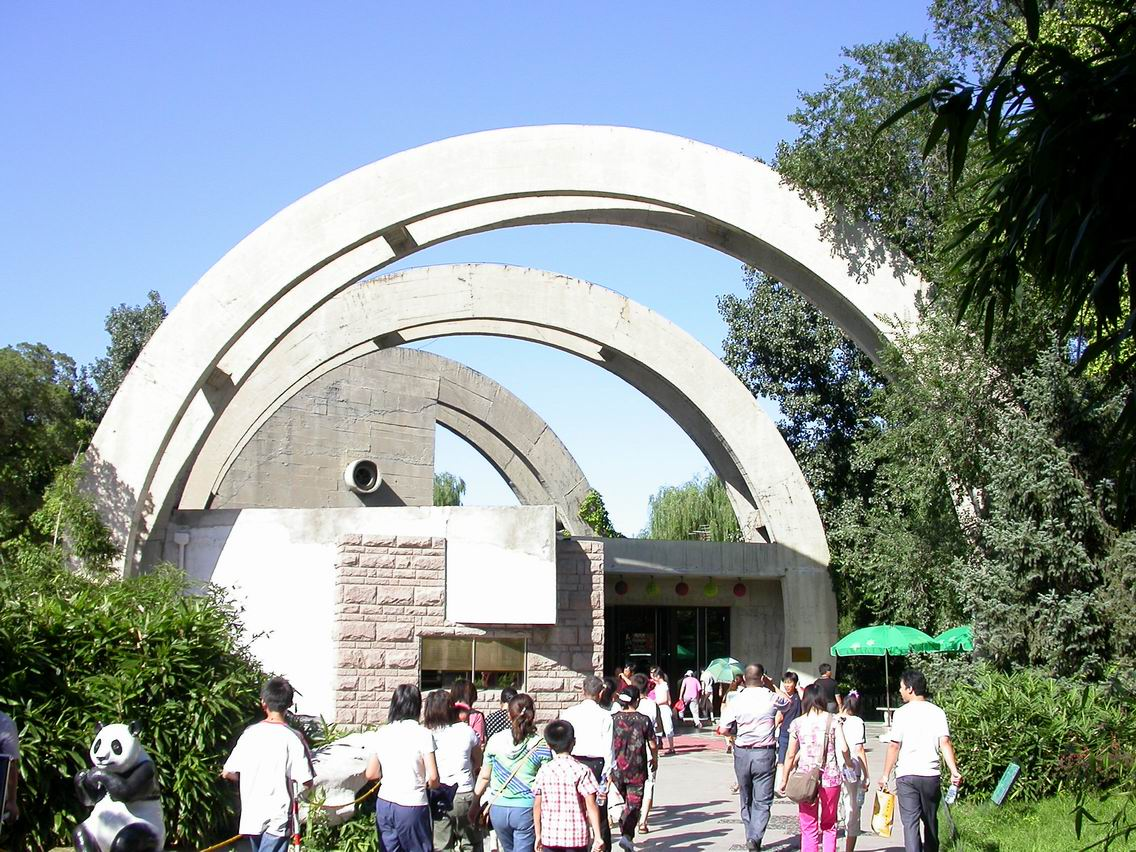
Pandahaus im Zoo von Peking
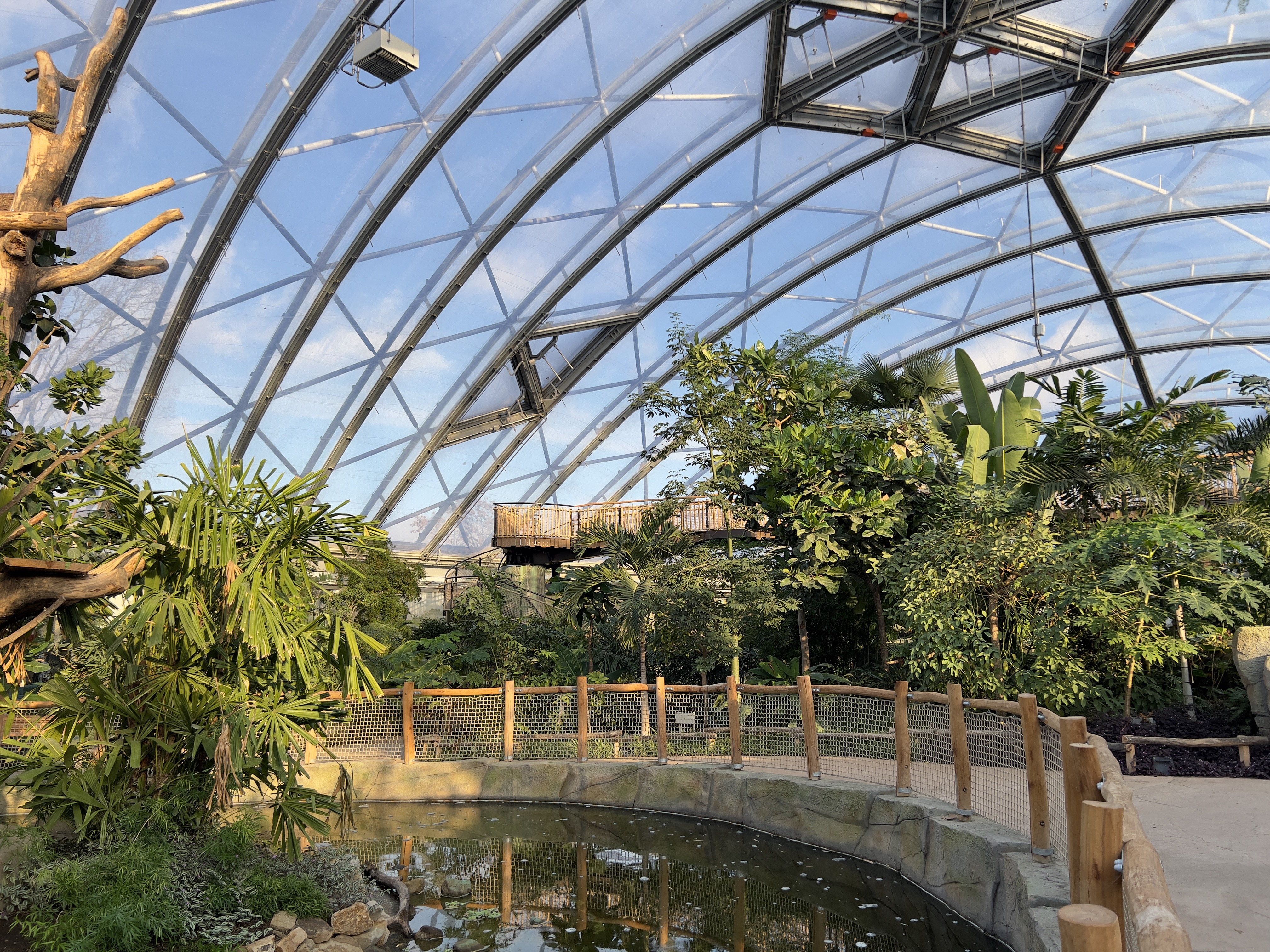
Tropenhaus Meranti-Halle im Allwetterzoo Münster
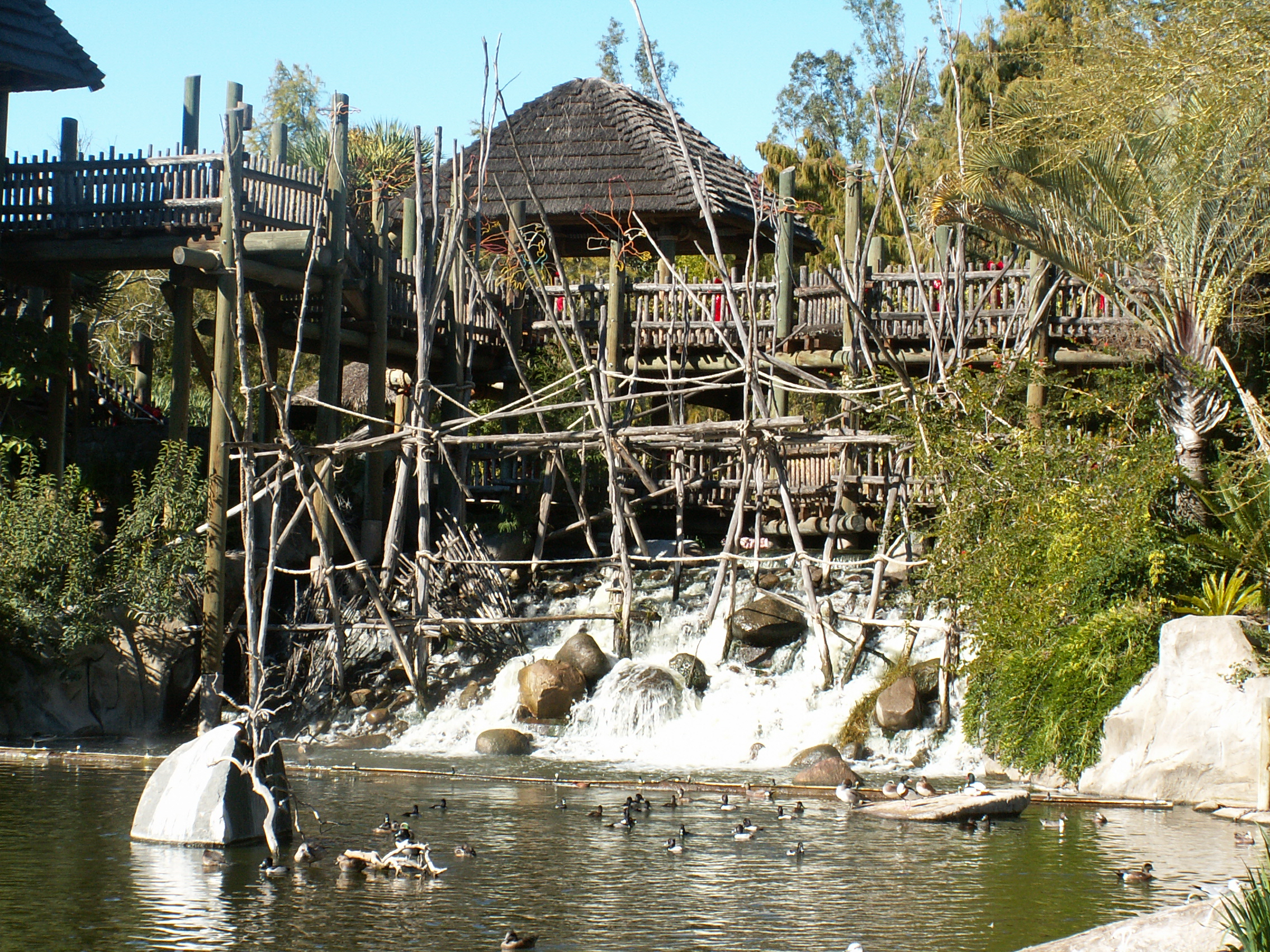
Nairobi-Dorf im San Diego Zoo Safari Park
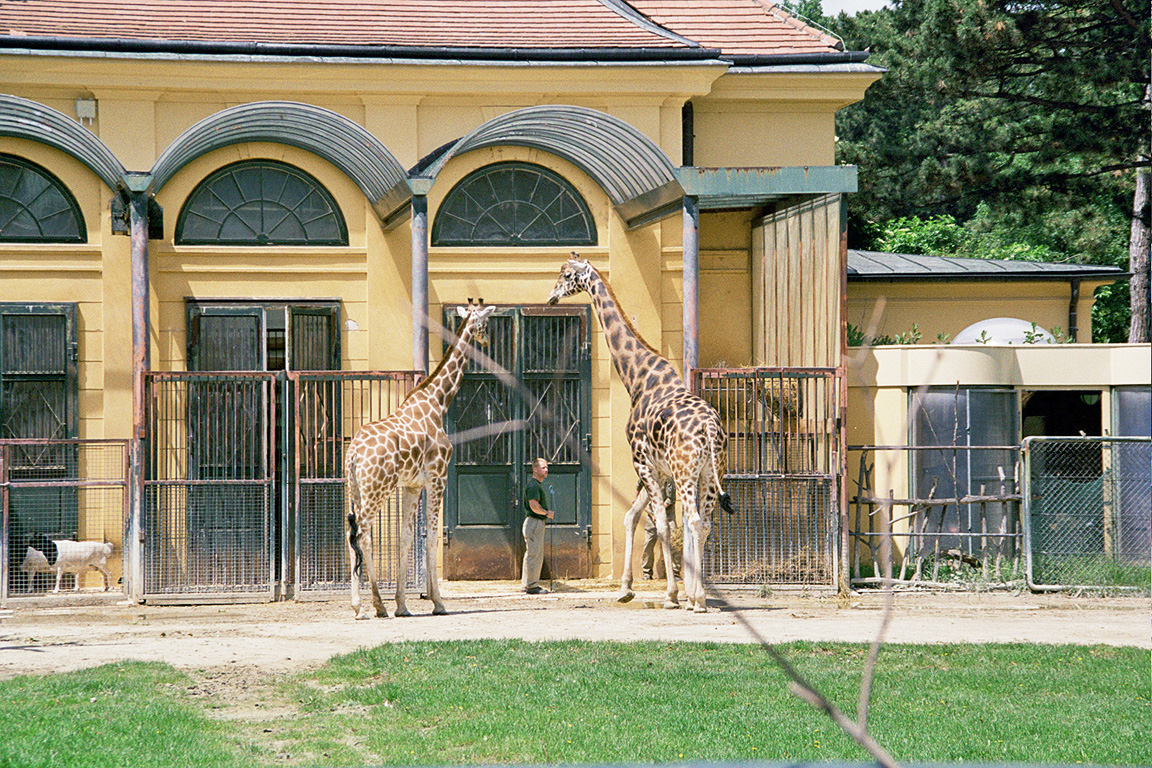
Giraffengehege im Tiergarten Schönbrunn.
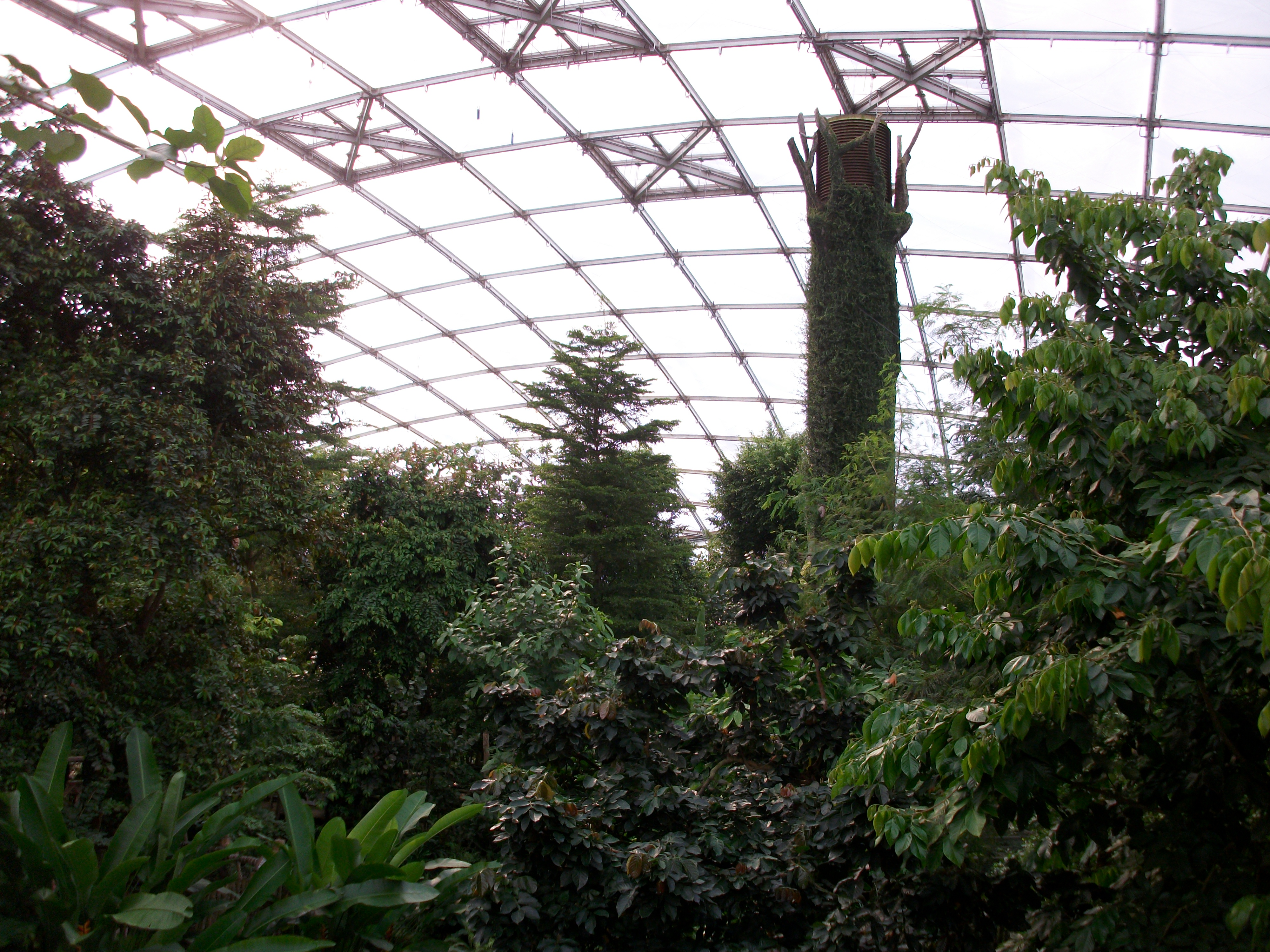
Riesentropenhalle Gondwanaland, Zoo Leipzig
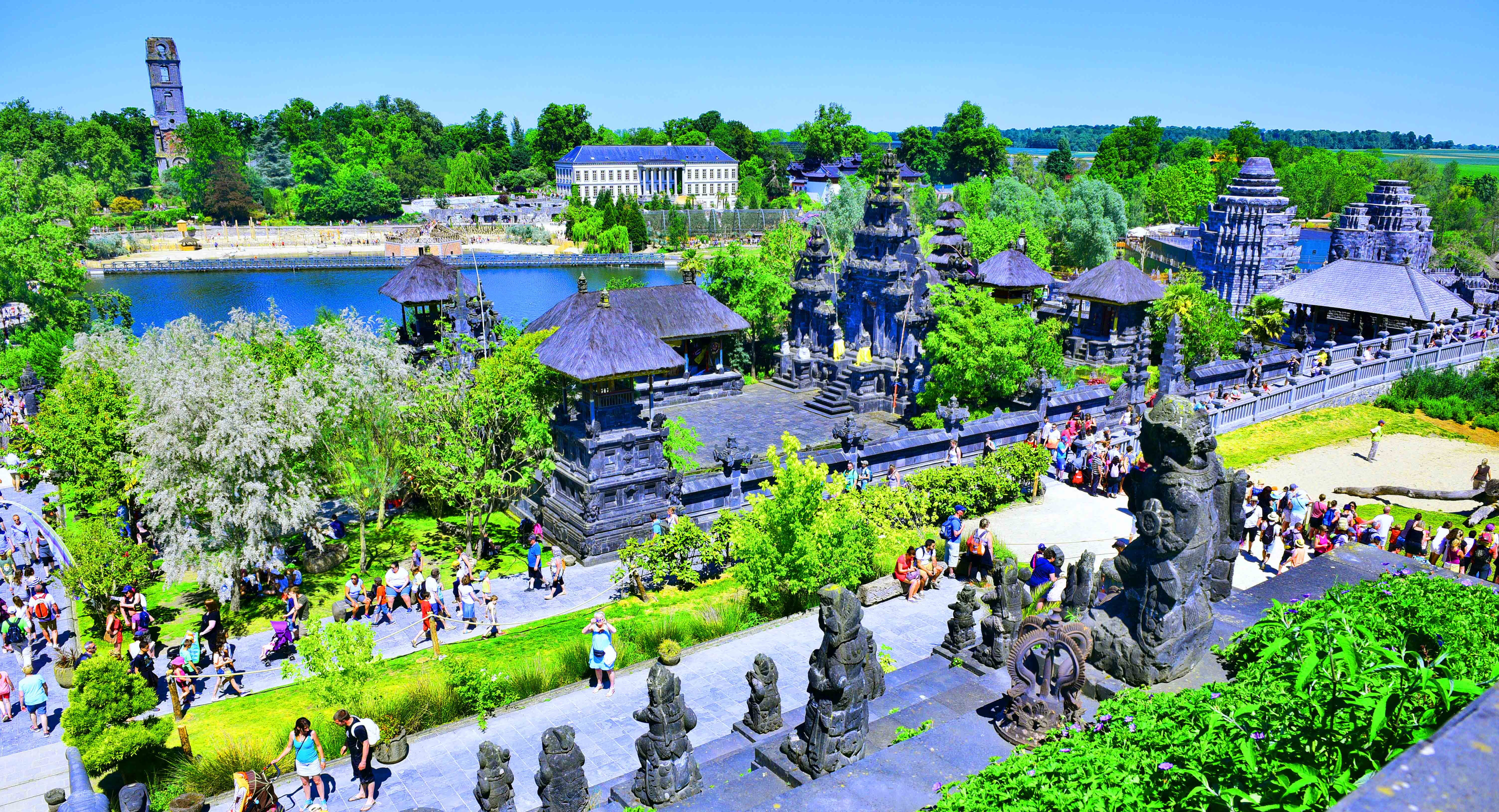
Tempelanlagen, Zoo Pairi Daiza

Seit Mitte der 1990er Jahre beeinflusst eine aus den USA kommende Erlebnisarchitektur die Gestaltung zoologischer Gärten. Vielfach entstehen sogenannte Immersionsgehege, bei denen der Besucher tatsächlich oder scheinbar den natürlichen Lebensraum der Tiere betritt. Das Tier ist damit kein reines Ausstellungsobjekt mehr, sondern bewohnt (und verteidigt) sein Territorium. Je nach gestaltetem Lebensraum hat das Tier – mitunter zum Bedauern der Besucher – auch die Möglichkeit, sich dem Betrachter zu entziehen. Einer der ersten Zoos in Deutschland, die dieses Konzept erfolgreich umgesetzt haben, ist der Erlebnis-Zoo Hannover.
Eine besondere Art der Zoogestaltung ist der sogenannte Geozoo, in dem Tiere nicht nach systematischen, sondern nach geographischen Gesichtspunkten gehalten und auf gemeinsamen Anlagen vergesellschaftet werden.

### Bezeichnungen und Zootypen
Die Bezeichnung Zoo (kurz für zoologischer Garten) ist gesetzlich definiert, ist auch international verständlich und wird heute meist als Hauptbezeichnung angesehen. Sie wird historisch oft mit dem 1826 eröffneten Londoner Zoo in Verbindung gebracht, der sich aber zunächst als „Gardens and Menagerie of the Zoological Society of London“ bezeichnete. Die Abkürzung Zoo ist erstmals um 1847 für den Clifton Zoo belegt. Der Begriff des zoologischen Gartens verwies ursprünglich auf die wissenschaftliche Funktion einer solchen Einrichtung, so diente der Londoner Zoo ursprünglich nur der Forschung und wurde erst 19 Jahre nach seiner Eröffnung allen zahlenden Besuchern zugänglich.

#### Begriffe „Tierpark“ oder „Tiergarten“
Allgemein sprach man im Deutschen früher eher von einem Tiergarten, weshalb heute noch viele Zoos diesen Namen tragen, darunter der Tiergarten Schönbrunn und der Tiergarten Nürnberg. Noch älter ist der Große Tiergarten in Berlin, der aber ein umzäuntes Jagdrevier und kein Zoo im heutigen Sinne war.
Daneben besteht die nicht klar abgegrenzte Bezeichnung Tierpark (Tierpark Dählhölzli, Tierpark Sababurg, Tierpark Neumünster); teils sind Tierparks weitläufiger angelegt und fungieren zugleich als Landschaftsgarten, so etwa der Tierpark Berlin verglichen mit dem Zoologischen Garten Berlin. Auch Tierparks entsprechen der Definition des Begriffs Zoo. Die Deutsche Tierparkgesellschaft hat im Vergleich zum Verband der Zoologischen Gärten viele vergleichsweise kleine Mitglieder, zum Teil überschneiden sich die Mitglieder jedoch auch und es gibt diesbezüglich keine Voraussetzung.

#### Wildparks

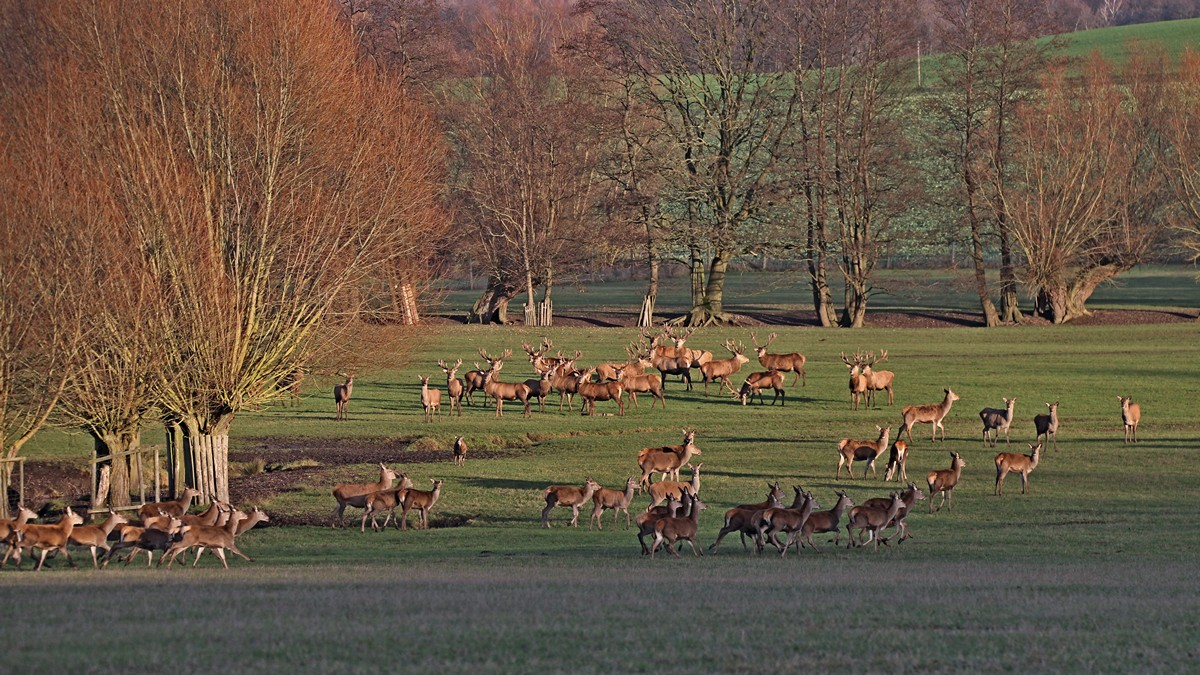
Hirsche, Biowildpark Marmerow

Klarer davon unterschieden ist der Wildpark (Wildpark Lüneburger Heide, Wildpark Schwarze Berge, Wildpark Eekholt), der nur oder überwiegend einheimische Tiere zeigt. Ein Großteil der Wildparks sind Zoos im Sinne der EU-Zoorichtlinie und des Bundesnaturschutzgesetzes. Ausgenommen sind Einrichtungen, die fünf Arten von Schalenwild, das im Bundesjagdgesetz aufgeführt ist, oder Einrichtungen, in denen nicht mehr als 20 Tiere anderer wild lebender Arten gehalten werden. In Deutschland sind Wildgehege und Wildparks im Deutschen Wildgehege-Verband e. V. (DWV) organisiert.

#### Weitere Begriffe
Einige Begriffe bezeichnen bestimmte Zoos, die sich spezialisiert haben, oder auch nur einen Teil des Zoos. So sind Aquarium und Delfinarium als Bezeichnung für ganze Einrichtung geläufig, können aber auch Teil eines Zoos sein.
Zoos spezialisieren sich teils auf bestimmte Lebensräume, bestimmte Tiergruppen oder eine bestimmte Art der Darstellung der Tiere, wie beispielsweise der Affenzoo Apenheul und der Alpenzoo in Innsbruck. Dabei lassen sich Kategorien feststellen, denen man viele Einrichtungen zuordnen kann, wie Meeres-Themenparks, Schmetterlingszoos, Reptilienzoos, Vogelparks (z. B. Weltvogelpark Walsrode) und Safariparks.
Eine weitere Besonderheit sind Streichelzoos, in denen die Tiere angefasst und meist auch gefüttert werden dürfen. Streichelzooanlagen finden sich auch in vielen größeren Zoos und Wildparks als zusätzliches Angebot für Kinder. In Streichelzoos werden meist domestizierte Tiere wie z. B. Ziegen gehalten.

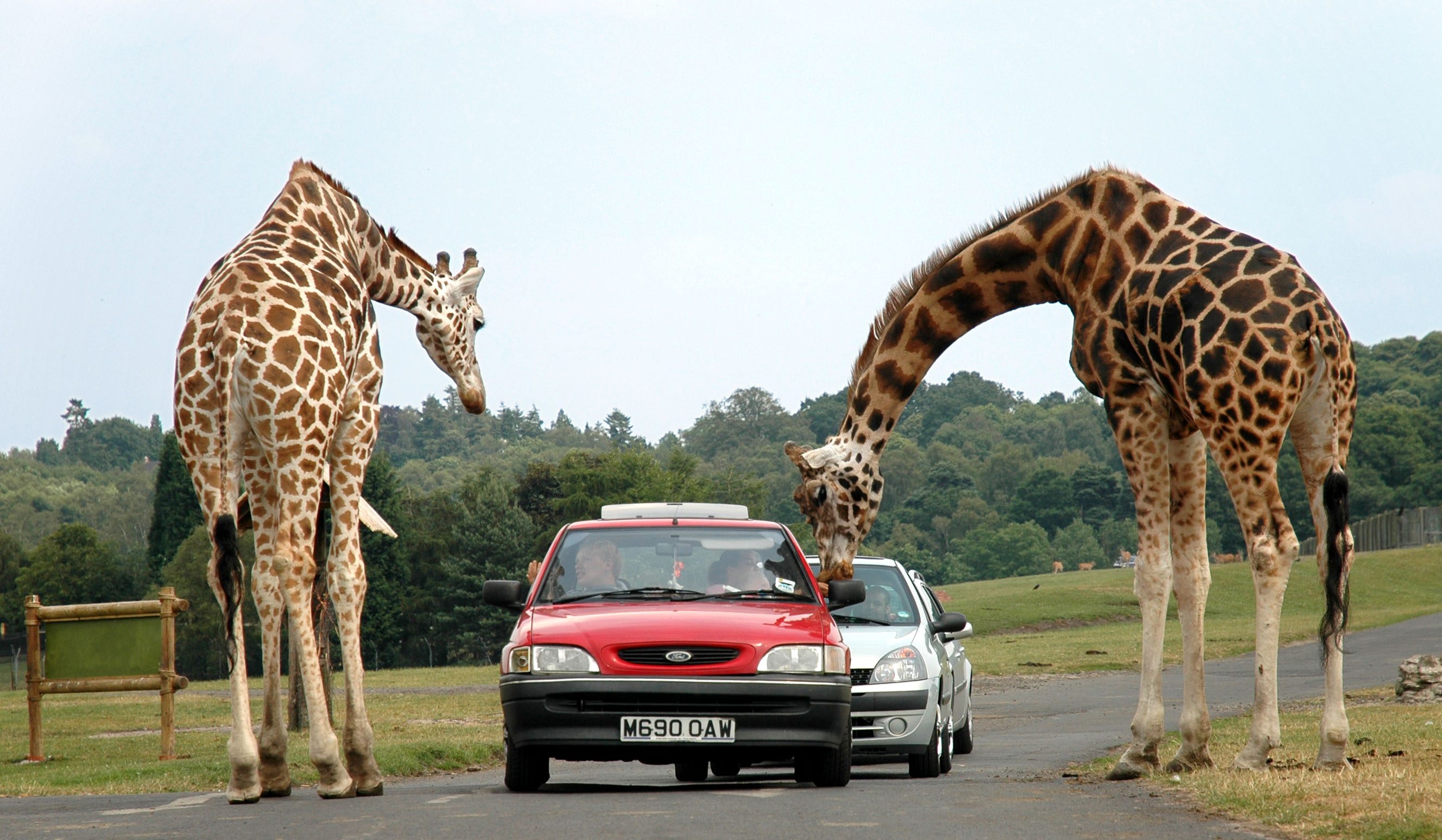
Giraffen, West Midland Safari & Leisure Park
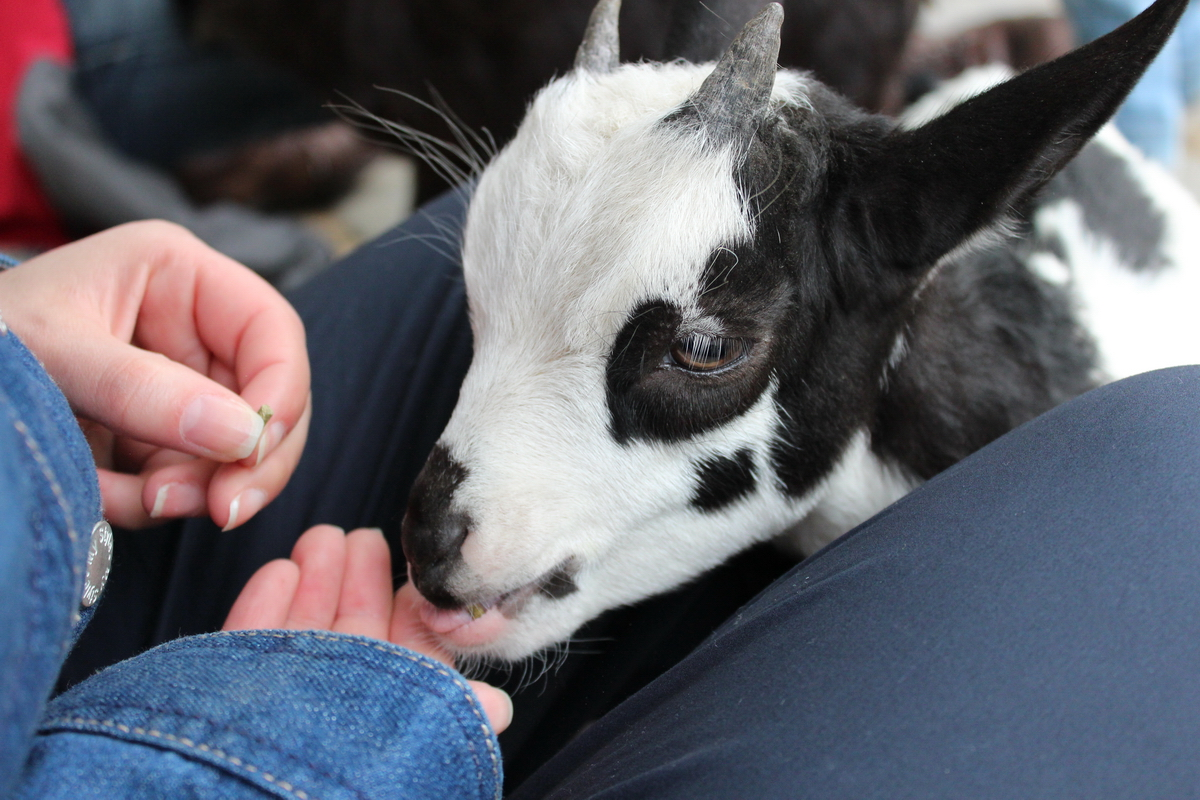
Streichelgehege, Zoo Berlin
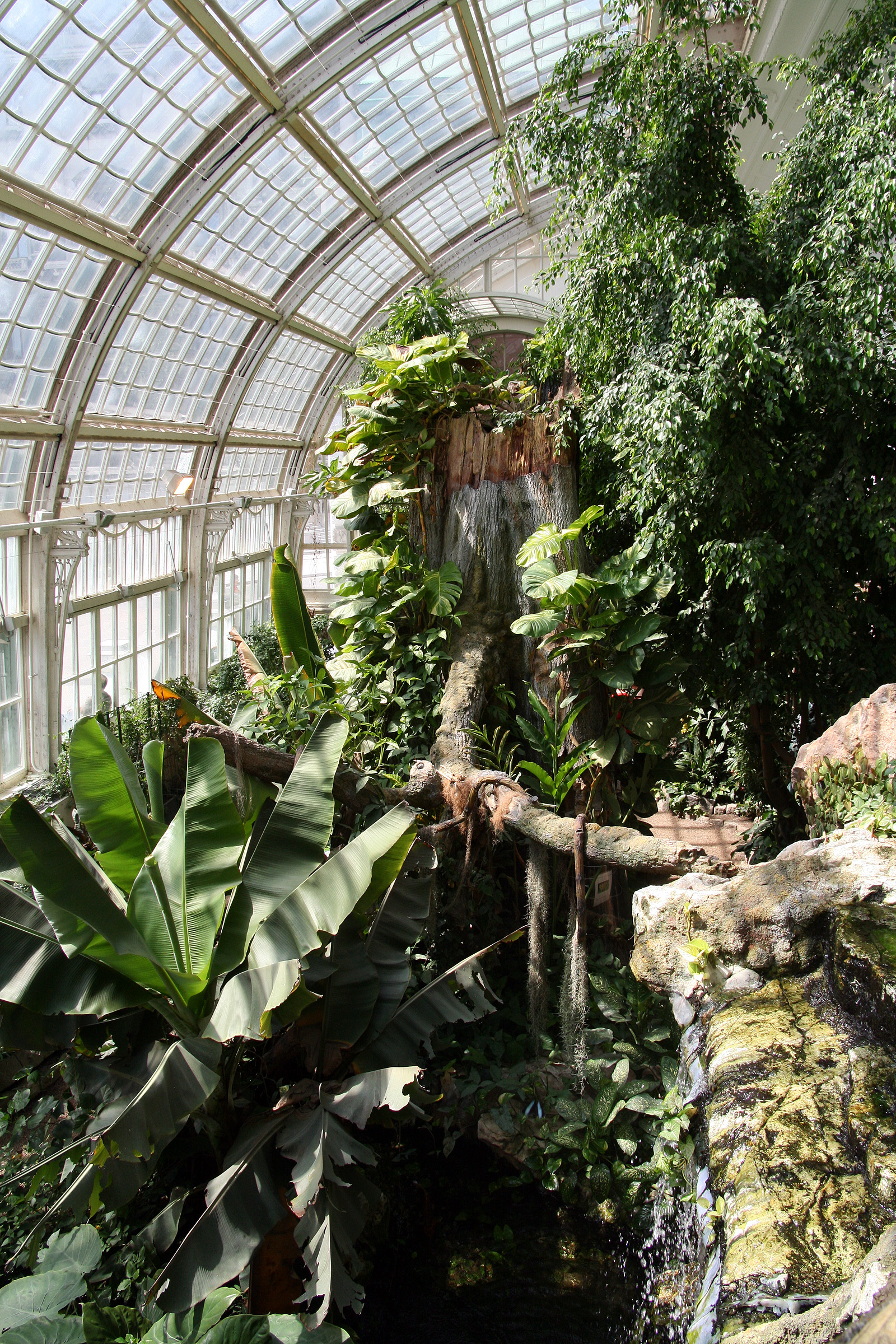
Schmetterlingshaus, Wiener Burggarten
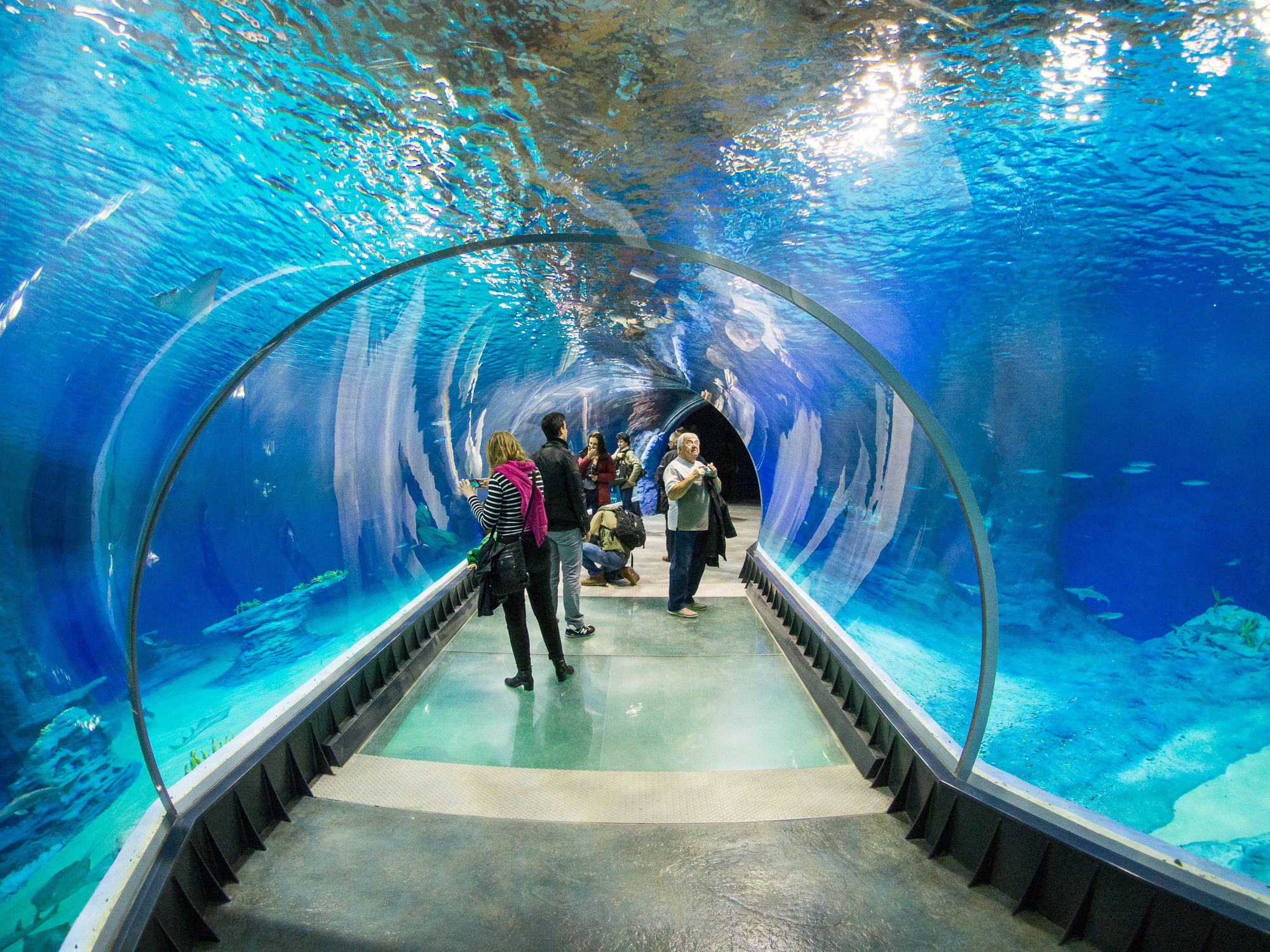
Aquarium, Zoo Breslau
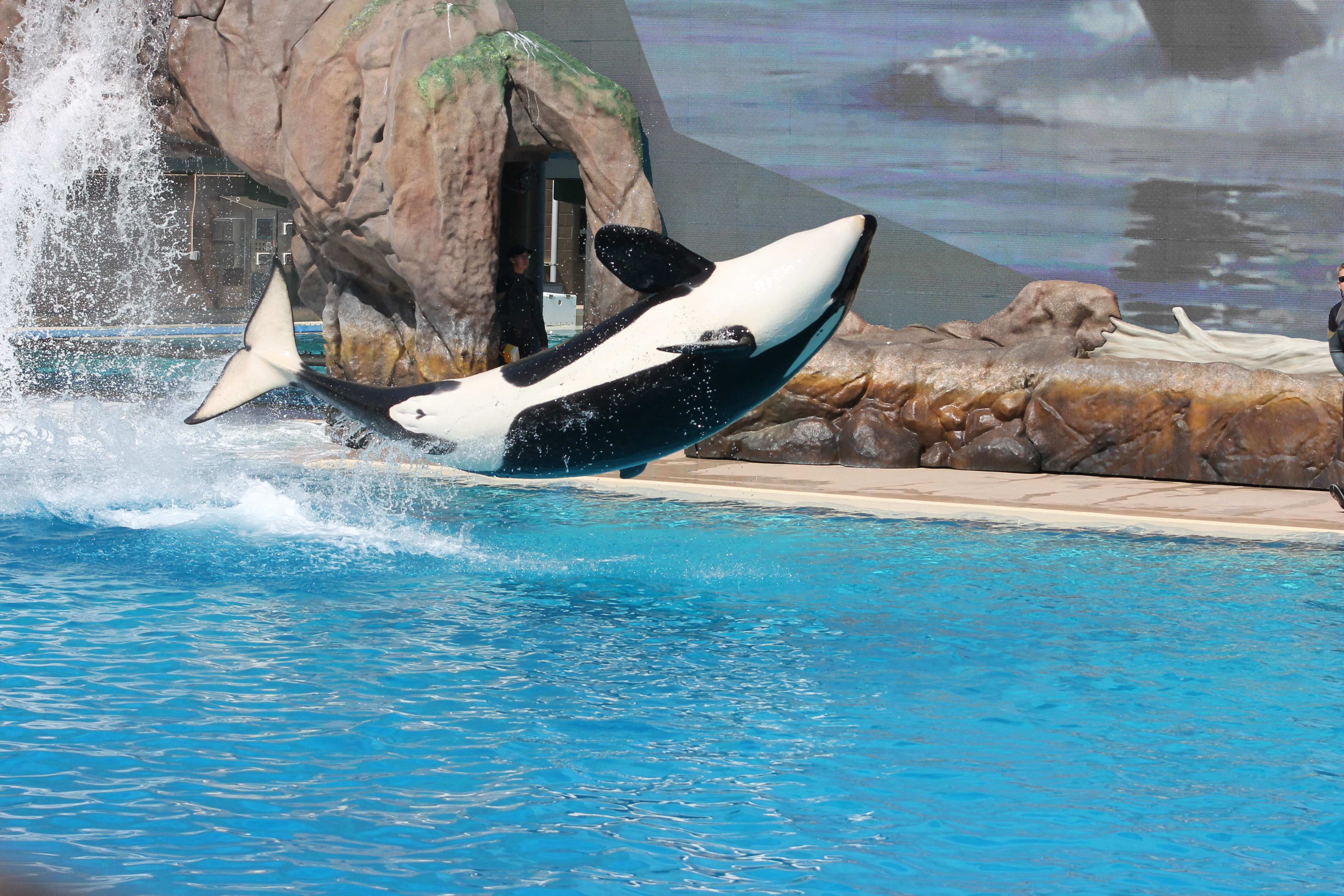
Schwertwal, SeaWorld San Diego

#### Privatzoos
Als Privatzoo werden Zoos bezeichnet, die von privatwirtschaftlichen Unternehmen betrieben werden. In Deutschland trifft das nur für wenige Zoos zu, wie zum Beispiel den Tierpark Hagenbeck in Hamburg, der sich im Besitz der Familie Hagenbeck befindet. Die Zoos Arche Noah Grömitz, Zoo Braunschweig und Tierpark Essehof befinden sich im Besitz der Familie Wilhelm.

## Kontroverse
Die Haltung von Wildtieren in zoologischen Gärten wird von einigen Veterinärmedizinern, Tierschützern und intensiv von Tierrechtlern kritisiert.
Der Veterinärmediziner Jörg Luy vertritt die Position, dass Zoos für viele Tierarten die komplexen Umgebungsbedingungen nicht ausreichend simulieren könnten und somit artgemäße und ethisch vertretbare Haltung faktisch unmöglich sei. Er plädiert für eine differenzierte Betrachtung der Zooeignung von Tierarten und für einen Verzicht auf Zootierhaltung bei Spezies, die dafür nicht geeignet seien, z. B. Löwen. Eine im Jahr 2016 in der Fachzeitschrift Nature erschienene Studie kam bezüglich der Lebenserwartung von Tieren in Zoos hingegen zu dem Ergebnis, dass über 80 Prozent der Arten im Zoo länger leben als in der Wildbahn. Eine im Jahr 2021 veröffentlichte Studie kam zu dem Ergebnis, dass sich die Lebenserwartung von in Zoos gehaltenen Raubtieren in den letzten 70 Jahren über alle untersuchten Familien hinweg deutlich erhöht habe. So habe sich der Anteil der Raubtiere, welche ein bestimmtes artspezifisches Alter erreicht haben, bei der Mehrzahl der Arten fast verdoppelt.
Weiter wird kritisiert, dass noch immer wilde Tiere für zoologische Gärten gefangen und exportiert würden, dass überzählige Jungtiere getötet und manche Tierarten – wie Elefanten – gewaltsam dressiert würden. Diese Kritikpunkte beziehen sich meist auf Zoos im Allgemeinen und berücksichtigen nur zum Teil die Entwicklungen der letzten Jahrzehnte weg von der Zurschaustellung in engen Käfigen hin zur artgerechten Haltung in großen Tieranlagen mit Versteckmöglichkeiten. Diese Entwicklungen sind aber längst nicht abgeschlossen und stehen in einigen Zoos auch noch am Anfang. Zum Teil lassen sich diese Entwicklungen sogar auf Aktionen und Maßnahmen des Tier- und Umweltschutzes zurückführen. Tierschützer wie Hanno Würbel fordern aber ein generelles Umdenken hin zum Haltungsverzicht einiger Tierarten wie Eisbären und Elefanten, deren Haltung in Zoos dem Leben in freier Wildbahn in keiner Weise ähnlich sei.
Die Tierrechtsorganisation PETA Deutschland bestreitet, dass Zoos dem Artenschutz dienen. Echter Artenschutz bedeute, Tiere in ihrem natürlichen Umfeld zu schützen. Kein Zoo könne den Bedürfnissen eines Wildtiers gerecht werden, denn Tiere könnten ihre natürlichen Verhaltensweisen dort nicht ausleben. Damit sei auch die Bildungsarbeit der Tiergärten verfehlt. Zoos gehe es vorrangig um ihre wirtschaftlichen Interessen. Durch das „Zurschaustellen von Lebewesen“ förderten sie eine „speziesistische Denkweise“ und vermitteln, der Mensch könne beliebig über Tiere verfügen und sie zum eigenen Vergnügen einsperren. Die Tierrechtsorganisation fordert daher nicht nur einen Stopp öffentlicher Subventionen, sondern auch die dauerhafte Schließung von Zoos. Eine „nützliche Funktion“ sieht sie nur, wenn Zoos zu „Auffangstationen für Tiere“ werden, die zum Beispiel aus Zirkusbetrieben oder in Fällen von Vernachlässigung in Privathaushalten beschlagnahmt wurden.
Die antispeziesistisch begründete Ablehnung von Zoos reicht bis in die 1980er Jahre zurück. 1985 argumentierte der Tierethiker Dale Jamieson in seinem Essay Against Zoos für die Abschaffung von Zoos: Demnach erforderten die Moral und „unser“ eigenes Überleben, dass „wir“ lernen, als „eine Art unter vielen“ zu leben. Zoos betonten aber einen pauschalen Unterschied zwischen Menschen und Tieren und förderten dadurch ein falsches und gefährliches Verständnis „unseres“ Platzes in der natürlichen Ordnung. Deshalb wäre es sowohl für Menschen wie Tiere besser, wenn Zoos abgeschafft würden.
Hingegen befürwortet die Naturschutzorganisation WWF die Aufgaben, „die von zahlreichen Zoologischen Gärten und Tiergärten im Bereich Artenschutz, Bildung und Forschung wahrgenommen werden“. Nach Ansicht des WWF können „Nachzuchtprojekte in Zoos sinnvoller Teil eines wissenschaftlichen Schutz-Managements für bedrohte Arten“ sein. In einigen Fällen konnten Spezies wie etwa der Wisent oder das Goldene Löwenäffchen durch Zoos vor dem Aussterben bewahrt werden. Viele Zoos beteiligten sich an Auswilderungsprogrammen für Arten, die in der Wildnis ausgestorben oder extrem selten seien. Zusätzlich könne die Forschung der Zoos dazu beitragen, Verhalten, Biologie oder Krankheiten der bedrohten Arten besser zu verstehen.

## Berichterstattung
In der öffentlichen Wahrnehmung tauchen meist nur die Zoos aus der jeweiligen Region auf. Dies ist oft mit Werbung (z. B. für Fotoausstellungen, Familientagen und Ähnlichem) verbunden. Des Weiteren wird in lokalen Medien häufig über kürzliche Geburten von Jungtieren in Zoos aus der Region berichtet.

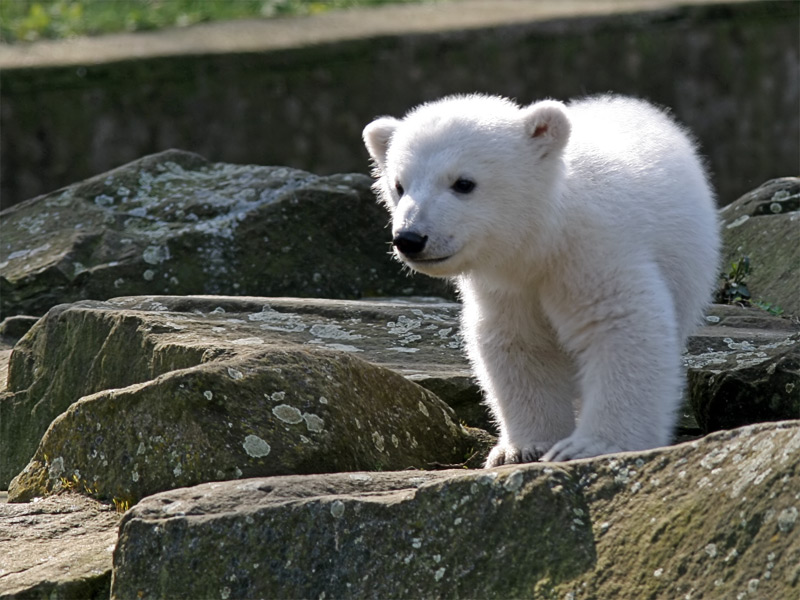
Liebling der Medien: Eisbärenbaby Knut

Überregionale Berichterstattung ist eher selten und beschränkt sich zumeist auf züchterische Erfolge. Die weltweite Berichterstattung über den Eisbären Knut aus dem Zoologischen Garten Berlin ist eine Ausnahmeerscheinung. Ein anderer Anlass für überregionale Berichterstattung sind Unglücksfälle, wie sie sich unter anderem 2004 und 2006 im Tierpark Chemnitz oder 2002 und 2005 im Tiergarten Schönbrunn ereigneten.
Einen besonderen Stellenwert in der öffentlichen Wahrnehmung nehmen die Fernsehdokumentationen aus Zoos ein, von denen Elefant, Tiger & Co. die erfolgreichste und langlebigste ist. Die am 1. April 2003 gestartete Serie berichtet über die Tiere im Leipziger Zoo, ähnliche Formate wurden in den letzten Jahren auch für andere deutsche Zoos entwickelt (ARD, ZDF, VOX). Neu war die Einbindung des Tierpflegepersonals in das Konzept, sodass der Zuschauer Anteil am Beruf des Tierpflegers nehmen kann.
Bereits Jahre zuvor waren mit der Radiosendung Im Tierpark belauscht mit Karin Rohn und der Fernsehsendung Tierparkteletreff aus dem Tierpark Berlin (Fernsehen der DDR) sowie Ein Doc für alle Felle (WDR), Lebensraum Tierpark und Zoo und Co (BR) ähnliche Formate populär geworden. Verschiedene Zoos stellte schon Bernhard Grzimek regelmäßig in den frühen Folgen von Ein Platz für Tiere vor, später die Reihen Zoos der Welt, Zoobummel international (mit Heinrich Dathe) und bis heute Zoo-Geschichten und Abenteuer Zoo. Hinzu kommen eine große Zahl für Kinder gedachte Formate wie Arche Noah und Wombaz, die aus unterschiedlichen Zoos berichten.

## Verschiedenes
- Die größte zoologische Einrichtung der Welt ist der San Diego Zoo Safari Park. Er erstreckt sich auf einer Fläche von ca. 700 Hektar.
- Mit einem Tierbestand von 19.484 Tieren in 1.474 Arten ist der Zoologische Garten Berlin mit seinem angeschlossenen Zoo-Aquarium der artenreichste Zoo der Welt (Stand: 31. Dezember 2012).[71] Zugleich ist es der älteste seit seiner Gründung noch bestehende Zoo in Deutschland.
- Als größtes Schauaquarium der Welt gilt das Georgia Aquarium in Atlanta. Es besitzt ein Fassungsvermögen von ca. 30.000.000 Litern.